# لو ماونتن (آریزونا)
لو ماونتن (به انگلیسی: Low Mountain) یک منطقهٔ مسکونی در ایالات متحده آمریکا است که در آریزونا واقع شده‌است. لو ماونتن ۹۵٫۵۸ کیلومتر مربع مساحت و ۵٬۴۷۶ نفر جمعیت دارد و ۶٬۱۶۸ متر بالاتر از سطح دریا واقع شده‌است.